# Compagnonnage
Compagnonnage (francuski za „drugovanje”, „kumpanijanje”, iz latinskog companionem, što znači „dijeliti kruh s nekime”) je francuski sustav jedinstvenog stjecanja znanja i vještina povezanih s obrtima koji obrađuju kamen, drvo, metal, kožu, tkanine i hranu Njegova jedinstvenost je u spoju različitih metoda i procesa prijenosa znanja kao što su: državna i međudržavna obrazovna putovanja (poznata kao razdoblje Tour de France), inicijacijske obrede, obuka u školama uobičajenom nastavom i tehničkim šegrtovanjem.
Compagnonnage pokret danas broji oko 45.000 pripadnika tri glavne skupine compagnons-a (kumpanjona, drugova): 
- Prvu skupinu čine šesnaestogodišnjaci, ili stariji, koji žele naučiti i/ili razviti svoje vještine u nekoj profesiji tako što se priključuju Compagnonnage zajednici;
- Drugu skupinu čine oni na obuci koja obično traje pet godina, tijekom čega se štićenici redovito sele od grada do grada, unutar Francuske i u inozemstvo, kako bi otkrili nove vrste znanja i načine njegova prijenosa;
- Treću skupinu čine majstori koji su položili majstorski ispit tako što su proizveli tzv. „majstorsko djelo”, koje su pregledali i ocijenili drugi majstori-kumpanjoni.[1]

Compagnonnage je u sličnom obliku postojao još od antike, ali je u Francuskoj uobličen tijekom srednjeg vijeka i vremena putujućih majstora, dok se počinje dokumentirati tek u 18. stoljeću. Ovaj oblik obrazovanja se donekle koristio i u Belgiji, te u nešto drugačijem obliku u Njemačkoj i Kanadi, dok su druge zemlje imale drukčiji razvoj srednjovjekovnih majstorskih bratovština i cehovskih udruženja. Doživio je svoj vrhunac sredinom 19. stoljeća, da bi ubrzo skoro potpuno nestao zbog industrijalizacije i preoblikovanja obrazovanja u kumapnijama u obrazovanje u institucijama. Na vrhuncu su neke majstorske kumpanije znale organizirati dugotrajne štrajkove kojim bi kontrolirali cijele gradove, mogle su uvoditi zabrane protiv proizvoda nekih majstora ili obustaviti sve proizvode neke vrste jednom gradu te mu tako prijetiti bankrotom, a podjele između kumpanija su mogle dovesti do strađnih sukoba i velikih žrtava.
Compagnonnage se općenito smatra posljednjim načinom naukovanja određenih starih vještina i ostvarivanja izvrsnosti u obrtničkoj obuci, te istovremeno ostvariti razvoj osobe kroz obuku radnika, ali i posljednja djelatnost koja uključuje inicijacijski obred. Zbog toga je compagnonnage upisan na UNESCO-ov popis nematerijalne svjetske baštine u Europi 2010. god.
- Zvonik kuće kumpanija u Nantesu
- Muzej compagnonnage-a u Nantesu
- Majstorsko djelo majstora bravara u muzeju compagnonnage-a u Toursu (na slici desno)
- Muzej oruđa i zanata u Troyesu

## Poveznice
- Masoni
- Ceh

## Vanjske poveznice
- Udruga radnika kupanijanja (fr.)
- Video primjer na youtube-u (fr.)